# Adriaen van Ostade
Adriaen van Ostade fou un pintor, dibuixant i gravador neerlandès. Va néixer el 1610 a Haarlem, on va ser batejat el 19 de desembre i va morir a la seva ciutat natal el 28 d'abril del 1685. Pertany al grup que els historiadors de l'art van anomenar l'Escola Holandesa i és considerat un dels millors pintors de l'Edat d'Or neerlandesa.

## Biografia
Era el fill gran de Jan Hendricx Ostade, que era originari del poble d'Ostade, prop d'Eindhoven. Ell i el seu germà petit i deixeble Isaac (1624-1649), també pintor, ambdós van prendre el cognom de «van Ostade» per a signar les seves obres. Va casar-se una primera vegada el 1638. La seva esposa va morir dos anys més tard. Va tornar a casar-se i la seva segona dona morí el 1666. Al segle xvii, Haarlem era una ciutat opulent i lliure, el que atreia molts artistes dels Països Baixos del sud i del nord. Hauria estudiat prop de Frans Hals, junts amb Adriaen Brouwer.

## Obra

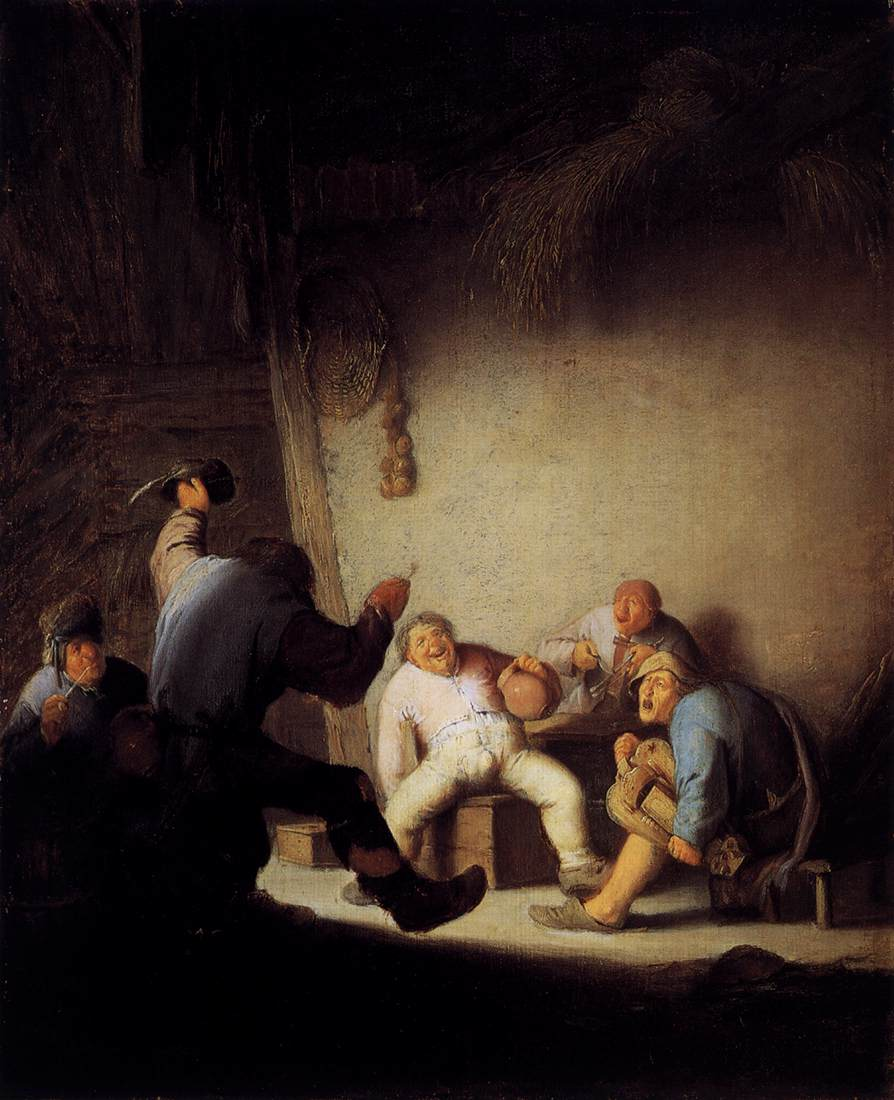
Camperols que beuen (±1635), col·lecció privada
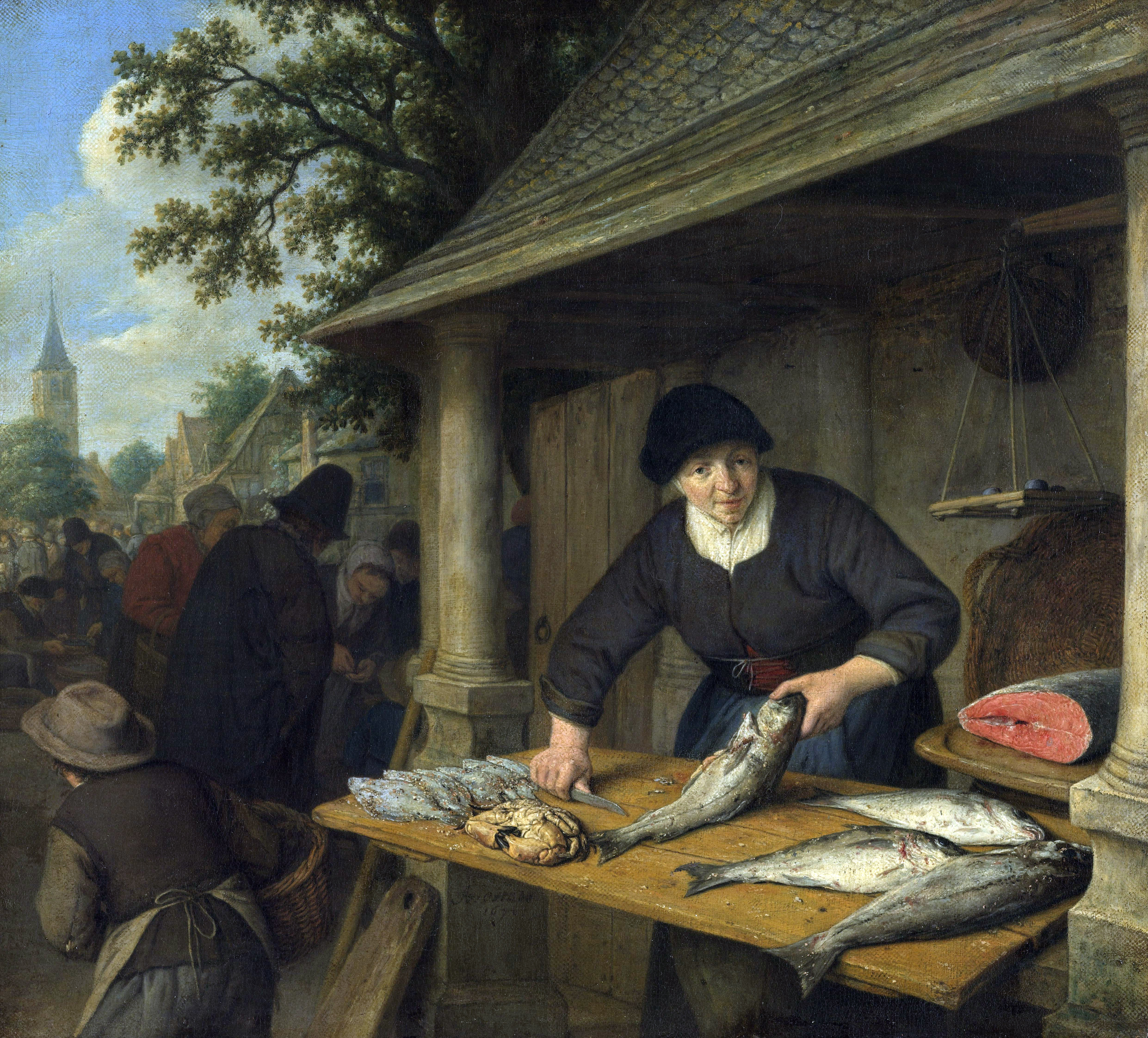
La peixatera (1672), Rijksmuseum Amsterdam
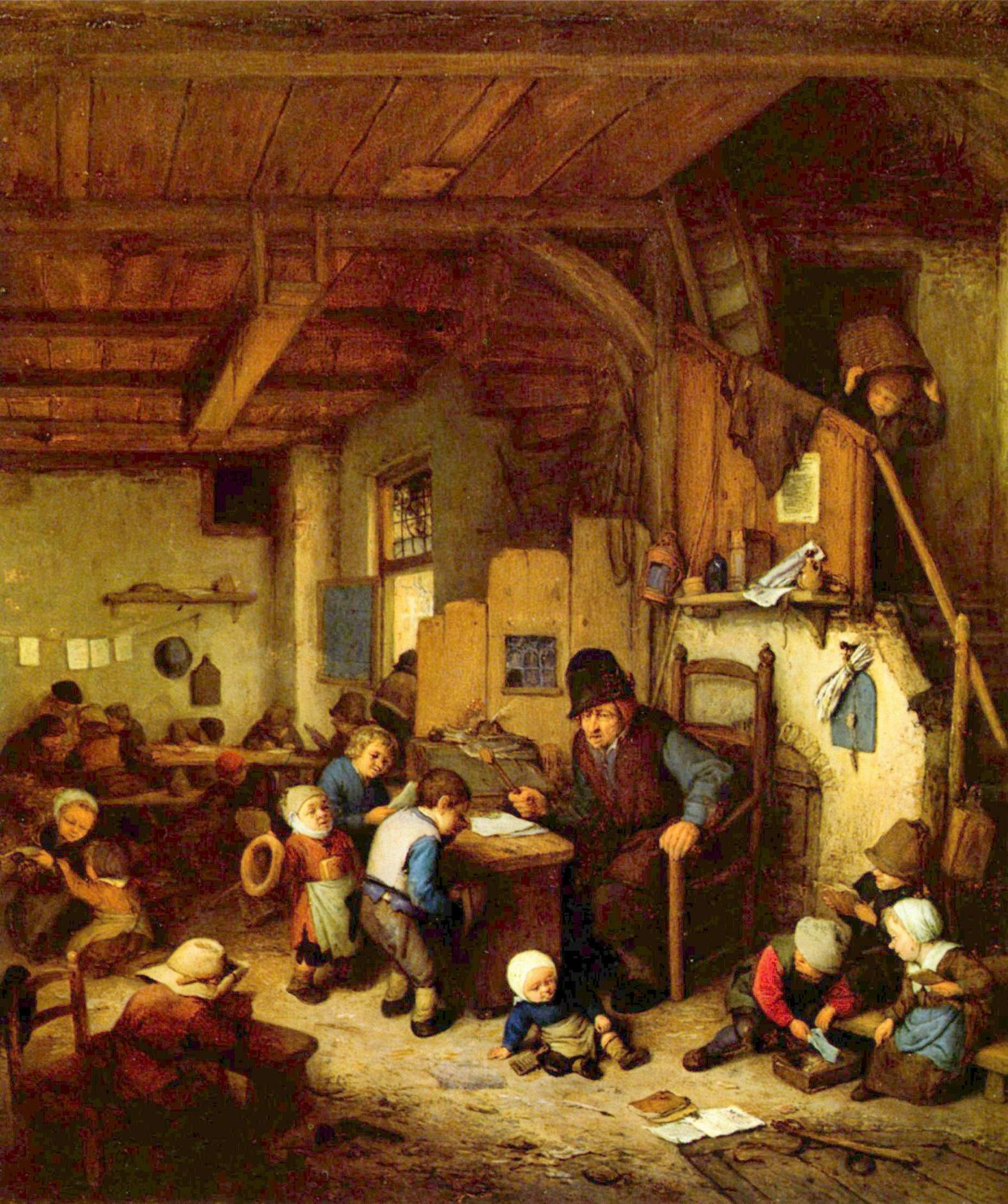
El mestre d'escola (1662), Louvre

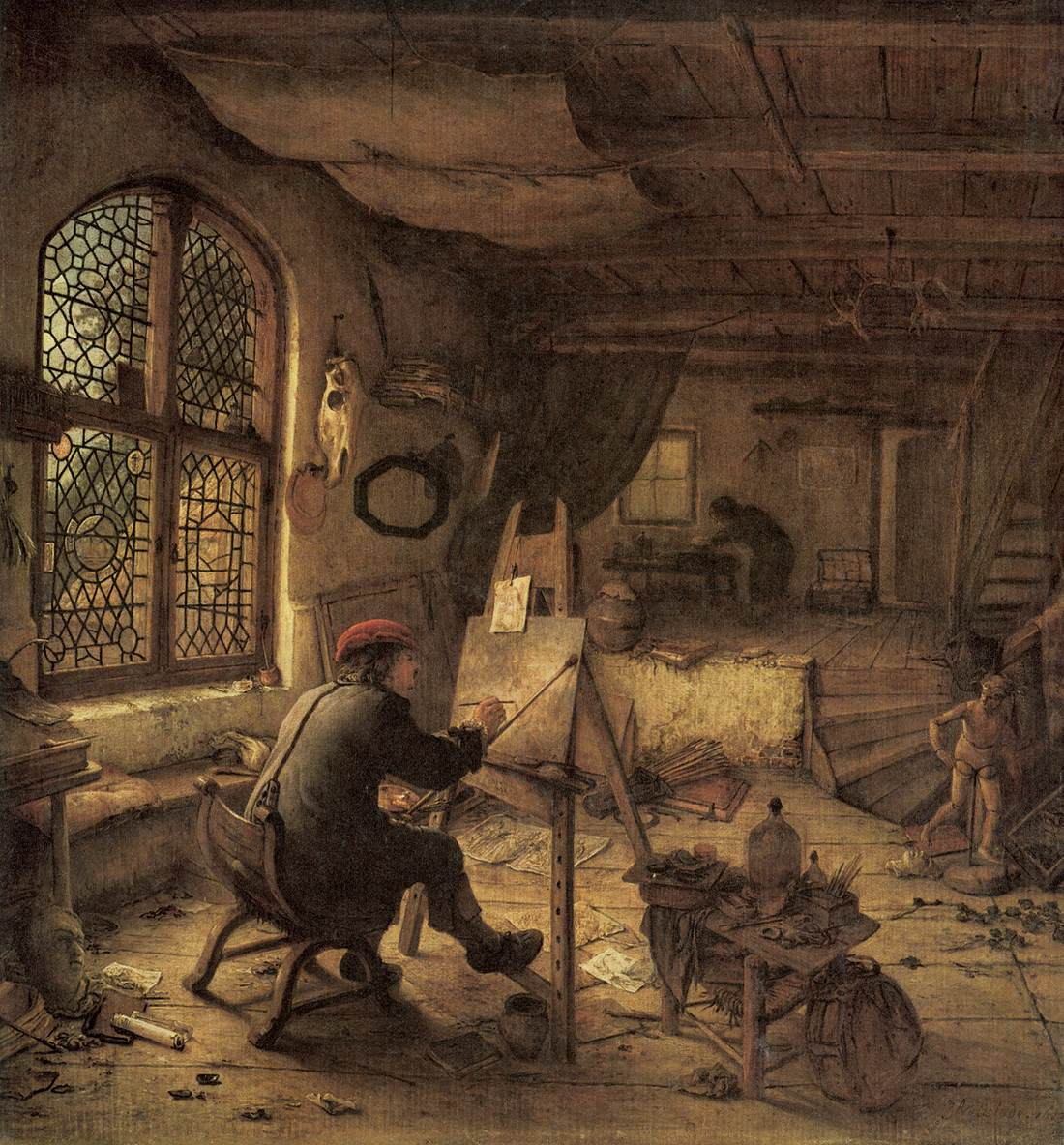
El pintor al seu taller (1663)
Galeria de Pintures dels Mestres Antics, Dresden

Van Ostade és un «pintor de la quotidianitat» que té una preferència per a pintar la petita gent, pagesos i masovers, quan feien la festa o es barallaven en una mescla d'admiració i de reprovació, inspirat per la temàtica de l'escriptor Bredero i del pintor Pieter Brueghel el Vell. Va combinar el realisme cru de Brueghel amb l'exuberància de Frans Hals. Sobretots les seves primeres obres contenen un ample teatre de petites caricatures de persones lletges, vestides d'esquinçalls que s'emborratxen i fumen, però sempre amb alegria, una moda de l'època, de la qual Rembrandt van Rijn va ser el mestre. El joc de clarobscur li apassiona, com l'il·lustra els seus Camperols que beuen.
Des del 1640, la seva temàtica esdevé més tranquil i els colors més calents, amb més de respecte per al subjecte pintat. Els camperols i masovers continuen bevent, però ja no són meres caricatures. Es veu una influència de l'estil de Rembrandt. Va pintar uns paisatges en l'estil monocromàtic de Haarlem, però el paisatge mai no va ser la seva passió. Des del 1650 s'observa un nou canvi d'estil i un perfeccionisme creixent per a tots els detalls, amb un sentit pronunciat per a l'espai i la llum, i amb un ús parcimonió dels colors. El pintor al seu taller és un exponent major d'aquest període. Aquesta pintura d'un taller pobre no és autobiogràfica, en aquesta època van Ostade era benestant. Amb el seu esperit mercantil, va concentrar-se en la producció d'engravada, un negoci molt lucratiu i la pintura esdevé una activitat secundària.

## Llegat
Va tenir tota una sèrie de deixebles, dels quals el més conegut és Jan Steen.
- Cornelis Bega (1631-1664)
- Cornelis Dusart (1660-1704)
- Jan de Groot (1650-1726)
- Frans de Jongh (?-1705)
- Michiel van Musscher (1645-1705)
- Isaac van Ostade (1624-1649),
- Evert Oudendijck (±1648-1695)
- Jan Steen (1625/26-1679)
- Jacob Marcus van der Wal (1644-1720)

Les seves obres s'exposen arreu al món als museus majors: Rijksmuseum, National Gallery de Londres, Ermitage, el Louvre i molts altres. No hi ha cap inventari complet, i l'obra pintada s'estima entre 385 i 800 obres. El 1807 el compositor Joseph Weigl (1766-1846) estrena a Viena l'òpera Ostade oder Adriaen van Ostade.